# Тробрианцы
Тробрианцы (самоназ. киривина, киливила) — меланезийский народ, населяющий острова Тробриан, которые находятся к востоку от Папуа — Новой Гвинеи. Их численность составляет приблизительно 20 тысяч человек. Говорят на языке киливила (киривина). Живут они в традиционных поселениях. В этом народе преобладают немногочисленные семьи.

## Общественный строй
Существует разделение на четыре рода (клана). Они, в свою очередь, подразделялись на субкланы. Не было деревень, где жители принадлежали к одному субклану. Субкланы были разбросаны по разным деревням и занимали в них особые кварталы. В центре таких кварталов находились амбары, которые были наполнены ямсом. Их окружали семейными хижинами. По большей части власть находится у кланов, которые контролируют землю и ресурсы. Независимо от того, что со временем в народе появились и металлические орудия труда, приобщение к товарно-денежным отношением и формальное обращение в христианскую веру не повлияли значительно на жизненный уклад народа и его социальную традиционную организацию. Большой известностью в этом народе пользуется высокохудожественная резьба по дереву.

## Язык
Их язык киливила (киривина) относится к восточно-австронезийской группе западноокеанийских языков языкового комплекса папуасских вершин австронезийской семьи. Почти у каждого племени свой диалект, который может очень сильно различаться между собой. Иностранные языки почти не встречаются на этих островах. Наиболее вероятно встретить человека, знающего французский язык, поскольку именно французские учёные[какие?] активно изучали этот народ.

## Хозяйство
В конце XIX века народ находился на стадии развитого первобытно-общинного строя (до европейской колонизации). Хозяйство вели вручную. Это касается самого вида земледелия — тропическое подсечно-огневое. Главные выращиваемые культуры — ямс, бананы и таро. Сажали такие плодовые деревья как манго, хлебное дерево, кокосовая пальма. Рыболовство и животноводство имели второстепенное значение. Держали собак и свиней. Тогда же началось и отделения ремесла от земледелия: резьба по дереву и изготовление лодок.

## Свадебные традиции
В семь или восемь лет тробрианские дети начинают играть в эротические игры друг с другом и пытаются воспроизвести отношения взрослых друг к другу. Приблизительно через четыре или пять лет они начинают активно искать себе сексуальных партнеров. Их же они часто меняют. В половом отношении женщины ничуть не уступают во влиянии и доминировании мужчинам. Они могут сами решать, принимать или отклонять нового партнера.
На Тробрианских островах нет традиционной церемонии брака. Молодая женщина находится в доме своего возлюбленного, и не оставляет его до восхода солнца. Мужчина и женщина сидят вместе утром и ждут мать невесты, которая должна принести их приготовленный ямс. Мужчина и женщина едят весь год вместе, но потом начинают снова кушать раздельно. Когда мужчина поел вместе с женщиной, брак «официально заверен».
Когда тробрианская пара хочет пожениться, они проявляют свой интерес, спя друг с другом, проводя вместе время и оставаясь друг у друга на несколько недель. Родители девушки одобряют пару, когда она принимает подарок от юноши. После этого девушка переезжает в дом своего молодого человека, ест там его еду и сопровождает друг друга. После этого принято считать, что юноша и девушка в браке.
Если по истечении года женщина недовольна своим мужем, она может развестись с ним. Молодая пара также может разойтись, если муж нашёл себе другую женщину. Мужчина может попробовать вернуться к своей жене, подарив её семье подарки, но это совсем не значит, что женщина захочет снова быть с ним.

## Магия
Тробрианцы практикуют традиционные магические заклинания. Молодые люди учатся заклинаниям от старших родственников в обмен на еду, табак, и деньги. Заклинания часто частично или полностью потеряны, потому что старые люди отдают только несколько строк за один раз, чтобы продолжать получать подарки. Часто, старый человек умирает до завершения их передачи заклинаний. Тробрианцы считают, что никто не может составить новое заклинание.
Бывает, что человек даёт женщине магическое заклинание, потому что он хочет дать ей больше, чем ямс или табак. Люди также покупают и продают заклинания. Грамотные жители пишут свои магические заклинания в книгах и скрывают их. Человек может направить свои магические заклинания на то, чтобы кого-нибудь приворожить. Некоторые заклинания, как полагают, делают человека красивым для других, даже если он таковым не является.

### КнигиБронислава Малиновскогоо тробрианцах
- Malinowski Bronisław. Argonauts of the Western Pacific. — London: Routledge and sons, 1992. — 614 p.
- Malinowski Bronisław. The Sexual Life of Savages in North-Western Melanesia. — New York: Harcourt, Brace and World, 1929. — 613 p.
- Malinowski Bronisław. Coral Gardens and their Magic. — London: Routledge, 1935. — 500 p.

### Другие книги о тробрианцах
- Senft G. Kilivila: the language of the Trobrian islanders. — Berlin: De Gruyter, 1986. — 616 p.
- Szczerbowski T. Kiriwina: język Wysp Trobrianda. — Kraków: Wydawnictwo Naukowe Akademii Pedagogicznej, 2002. — 290 p.
- Theroux P. The Happy Isles Of Oceania. — New York: Mifflin Company, 2006. — 528 p.
- Weiner A. B. The Trobrianders of Papua New. — Texas: university of Texas press, 1988. — 184 p.
- Weiner A. B. Women of value, men of renown. — Texas: university of Texas press, 1994. — 299 p.